# Cui Sumatra
Cui Sumatra, tên khoa học Heritiera sumatrana, là một loài thực vật có hoa trong họ Cẩm quỳ. Loài này được (Miq.) Kosterm. mô tả khoa học đầu tiên năm 1959.